# 广州地铁博物馆
广州地铁博物馆（英語：Guangzhou Metro Museum）位于广东省广州市海珠区新港东路万胜广场C塔裙楼负一至三层，靠近万胜围地铁站A出口南侧，由广州地铁集团设立，是广州市政府牵头出资筹建的“2015-2016年社会民生基础设施建设项目”之一，也是华南地区第一家城市轨道交通博物馆，于2016年12月20日开馆，以呈现广州城市建设和轨道交通行业发展成果。

## 馆内布局

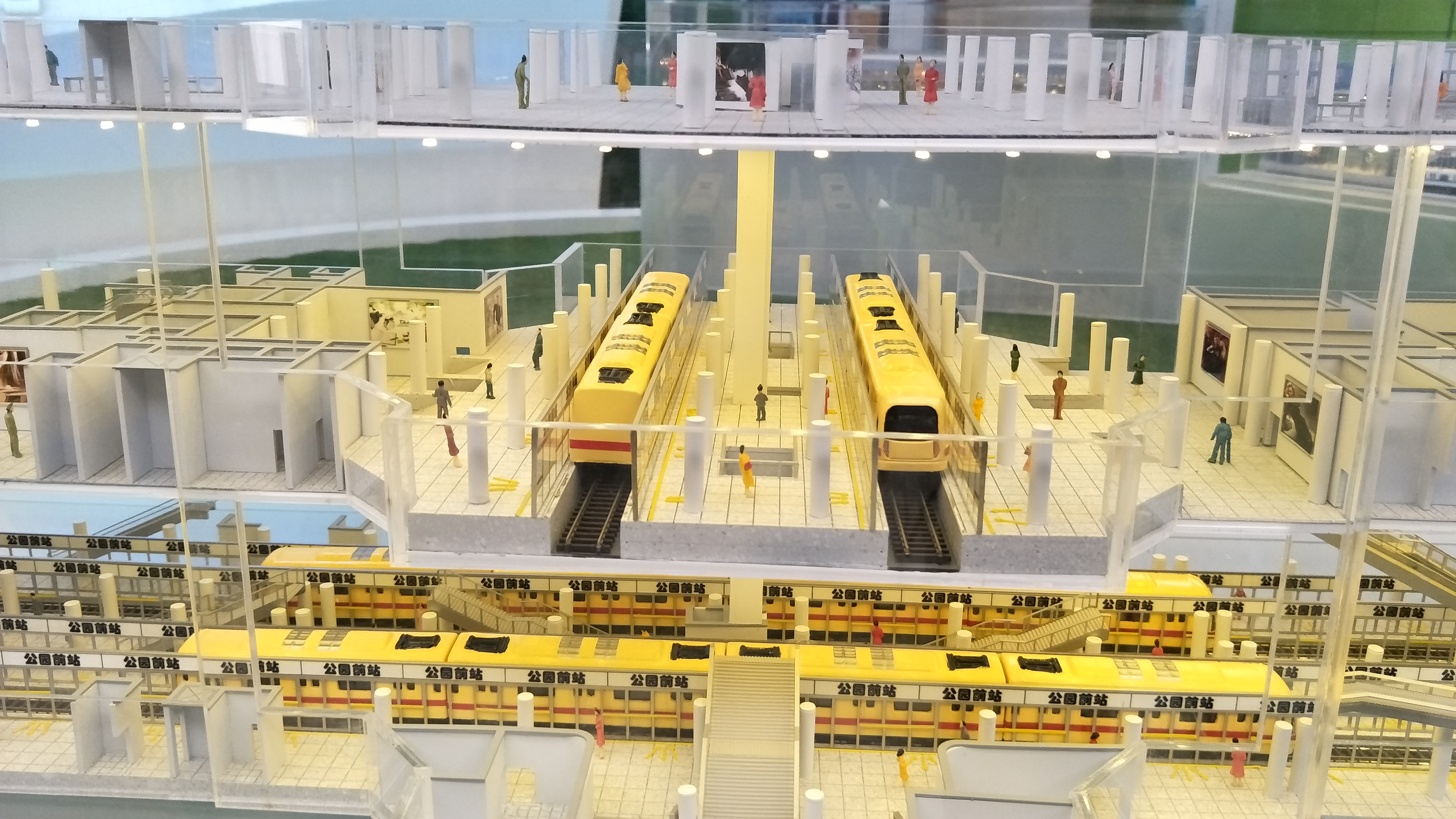
公园前站模型

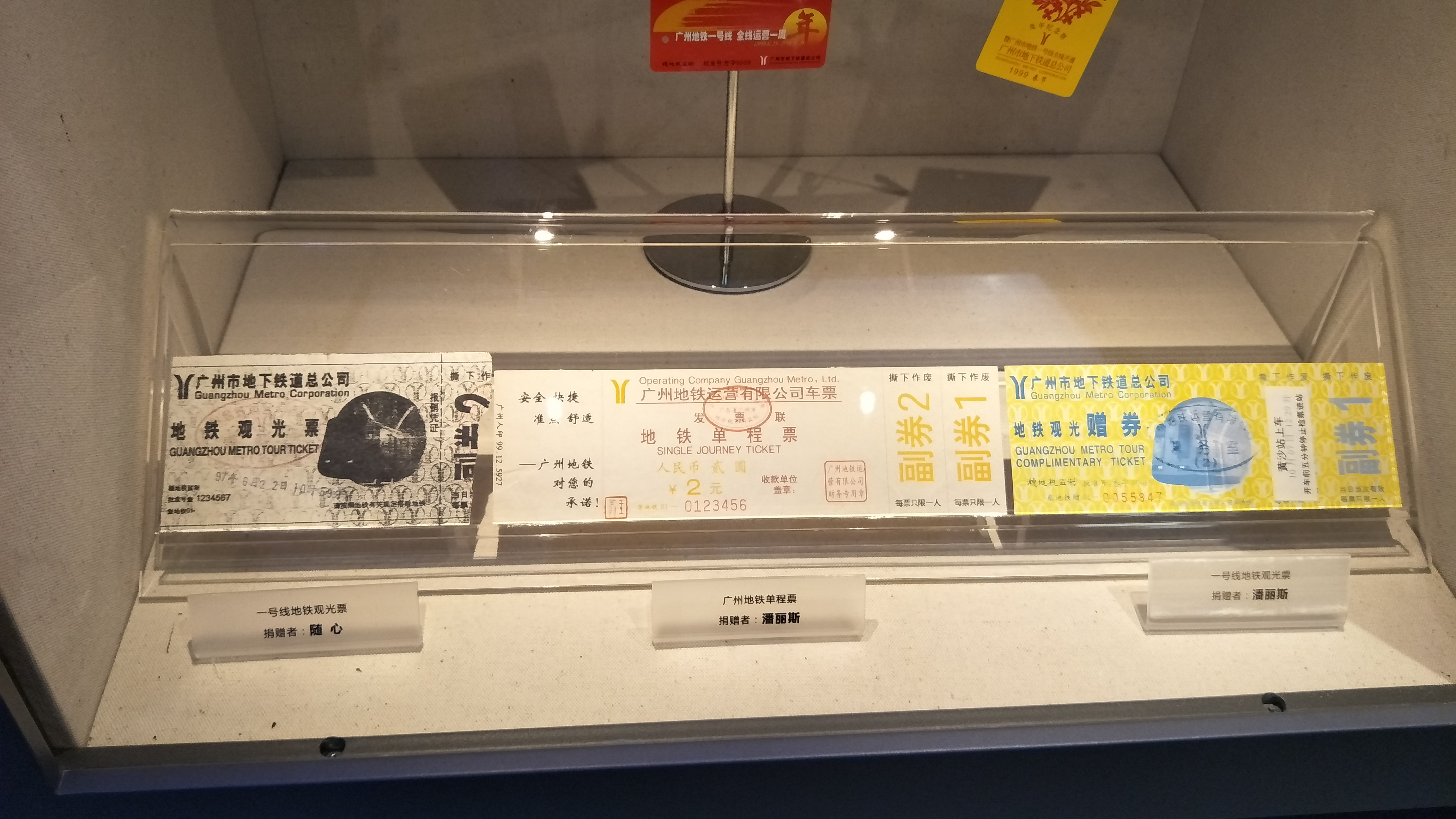
广州地铁试运营时期车票

博物馆建筑面积4400㎡，展陈面积约3600㎡，展示区分布三个楼层，负一层为广州地质状况及地铁建设过程展示区；一层为轨道交通行业及广州地铁发展历程展示区，展示有广州地铁历年发行的各类车票及大中华地区城市轨道的展品；二层为地铁运营安全体验区，以模拟驾驶为主。

## 开放时间及入馆方式

### 开放时间
- 周二至周五 10:00-16:00（15:30停止派票）
- 周六日 9:00-17:00（16:30停止派票）
- 每周一闭馆，节假日安排或有不同。

### 门票
通过广州地铁博物馆微信服务号免费预约电子门票，预约者持电子门票进闸。

## 交通
- 广州地铁：4号线、8号线：万胜围站
- 广州有轨电车：海珠有轨1号线：万胜围站